# Autofunción

La solución al problema de la membrana vibrante es en cualquier instante del tiempo, una autofunción del operador de Laplace en un disco.

 En matemáticas, una autofunción (a veces llamada eigenfunción, del alemán eigen, propio) de un operador lineal "A", definida en algún espacio funcional, es una función f distinta de cero en ese espacio que devuelve al operador exactamente como es, a excepción de un factor de ajuste multiplicativo. Precisamente, si se tiene
{\displaystyle {\mathcal {A}}f=\lambda f}
por algún escalar λ. Este escalar λ recibe el nombre valor propio, autovalor, valor característico o eigenvalor. La solución al problema del diferencial del valor propio también depende de las condiciones de frontera requeridas por {\displaystyle f}. En cada caso, sólo hay ciertos valores propios {\displaystyle \lambda =\lambda _{n}} ({\displaystyle n=1,2,3,...}) que admiten una solución correspondiente para {\displaystyle f=f_{n}} (con cada {\displaystyle f_{n}} perteneciente al valor propio {\displaystyle \lambda _{n}} ) cuando se combina con las condiciones de frontera. La existencia de las autofunciones suele ser la manera más perspicaz para analizar {\displaystyle A}.
Por ejemplo, {\displaystyle f_{k}(x)=e^{kx}} es una autofunción para el operador diferencial
{\displaystyle {\mathcal {A}}={\frac {d^{2}}{dx^{2}}}-{\frac {d}{dx}}}
para cualquier valor de {\displaystyle k}, con un autovalor correspondiente {\displaystyle \lambda =k^{2}-k}. Si las condiciones de frontera son aplicados a este sistema (e.g., {\displaystyle f=0} en dos ubicaciones físicas en el espacio), entonces solo ciertos valores de {\displaystyle k=k_{n}} satisfacen las condiciones de frontera, generando correspondientes valores propios discretos {\displaystyle \lambda _{n}=k_{n}^{2}-k_{n}}.
Específicamente, en el estudio de señales y sistemas, la autofunción de un sistema es la señal {\displaystyle f(t)} que introducido a un sistema, produce una respuesta {\displaystyle y(t)=\lambda f(t)} con una constante compleja {\displaystyle \lambda }.

## Aplicaciones
Las autofunciones tienen un papel importante en muchas ramas de la física. Un importante ejemplo es la mecánica cuántica, donde la ecuación de Schrödinger
{\displaystyle {\mathcal {H}}\psi =E\psi },
con 
{\displaystyle {\mathcal {H}}=-{\frac {\hbar ^{2}}{2m}}\nabla ^{2}+V(\mathbf {r} ,t)}
tiene una solución de la forma
{\displaystyle \psi (t)=\sum _{k}e^{-iE_{k}t/\hbar }\phi _{k},}
donde {\displaystyle \phi _{k}} son autofunciones del operador {\displaystyle {\mathcal {H}}} con valores propios {\displaystyle E_{k}}. El hecho de que solo ciertos valores propios {\displaystyle E_{k}} con autofunciones asociadas {\displaystyle \phi _{k}} satisfagan la ecuación de Schrödinger da lugar a una base natural para la mecánica cuántica y la tabla periódica de los elementos, con cada {\displaystyle E_{k}} un estado permisible de energía del sistema. El éxito de esta ecuación en la explicación de las características espectrales de hidrógeno está considerado como uno de los grandes triunfos de la física del siglo XX.
Debido a la naturaleza del operador Hamiltoniano {\displaystyle {\mathcal {H}}}, sus autofunciones son funciones ortogonales. Esto no es necesario en el caso de las funciones propias de otros operadores (como el ejemplo {\displaystyle A} mencionado arriba). Funciones ortogonales {\displaystyle f_{i}}, {\displaystyle i=1,2,\dots ,} tienen la propiedad de que
{\displaystyle 0=\int f_{i}^{*}f_{j}}
donde {\displaystyle f_{i}^{*}} es el complejo conjugado de {\displaystyle f_{i}}
cuando {\displaystyle i\neq j}, en cuyo caso el conjunto {\displaystyle \{f_{i}\,|\,i\in I\}} se dice que es ortogonal. Además, es linealmente independiente.